# 沈君高
沈君高（しん くんこう、532年 - 578年）は、南朝陳の外戚。字は季高。本貫は呉興郡武康県。

## 経歴
沈巡の六男として生まれた。若くして性格は剛直で、官吏として有能なことで知られた。陳の外戚の家門にあって、早くから顕官に上り、太子舎人・太子洗馬・太子中舎人・司空府従事中郎・廷尉卿を歴任した。太建元年（569年）、陳の東部で大水が起こったため、君高は貞威将軍・呉県令に任じられて対処にあたった。まもなく太子中庶子・尚書吏部郎・衛尉卿となった。宣遠将軍・平南長沙王長史・南海郡太守となり、行広州事として出向を命じられたが、娘が王妃となったため、固辞して赴任せず、再び衛尉卿となった。
太建8年（576年）、持節・都督広等十八州諸軍事・寧遠将軍・平越中郎将・広州刺史に任じられた。君高は文吏として軍事の心得を持たなかったため、嶺南の俚・獠の諸族との対話にこころがけ、広州の治安は比較的安定した。
太建10年（578年）、在官のまま死去した。享年は47。散騎常侍の位を追贈された。諡は祁子といった。

## 伝記資料
- 『陳書』巻23 列伝第17
- 『南史』巻68 列伝第58